# روزنامه‌نگار (فیلم ۲۰۰۹)
روزنامه‌نگار (انگلیسی: Reporter) فیلمی در ژانر مستند است که در سال ۲۰۰۹ منتشر شد.